# Rufus Wilmot Griswold

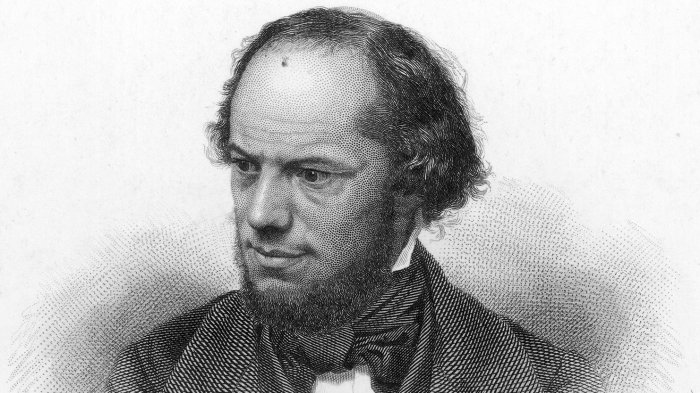
Rufus Wilmot Griswold

Rufus Wilmot Griswold (ur. 1815 w Benson, zm. 1857 w Nowym Jorku) – amerykański dziennikarz, wydawca, antologista, krytyk literacki i poeta. 
Urodził się 15 lutego 1815 w miejscowości Benson w stanie Vermont. W młodości wiele podróżował. 
Praktykował w redakcjach czasopism. Przez pewien czas był duchownym baptystycznym. Później pracował jako wydawca. Wchodził w skład zespołów redakcyjnych czasopism „The Brother Jonathan”, „The New World” (1839–40), „The New Yorker” (1840), „Graham’s Magazine” (1841–43) i „International Magazine” (1850–52), który w 1852 połączył się z „Harper’s Magazine”. 
W G„raham’s Magazine” współpracował z Edgarem Allanem Poe. Wzajemne relacje obu literatów były podszyte nieufnością, a nawet niechęcią. Został mimo to wykonawcą jego literackiego testamentu. Edytował jego pisma, nie bez błędów lub nadinterpretacji. Najważniejszym dziełem Griswolda jest esej The Republican Court, or American Society in the Days of Washington (1855).
Autor zmarł 27 sierpnia 1857 w Nowym Jorku.